# أنانغا رانجا
أنانجا رانجا أو كاماليدهابافا هو نص سنسكريتي هندي قديم كتبه كاليانا مالا [الإنجليزية] في القرن الخامس عشر أو السادس عشر. وقد ذكر مترجمو المخطوطة أن هدفها ليس تشجيع الفجور، بل منع انفصال الزوج عن الزوجة.
كتب الشاعر هذا العمل من أجل تسلية لاد خان، ابن أحمد خان لودي. كان مرتبطًا بسلالة اللودهيين، التي حكمت من دلهي في الفترة من 1451 إلى 1526. غالبًا ما يتم مقارنة هذا العمل بكتاب كاماسوترا، الذي يستند إليه.

## الملخص
تُرجم كتاب أنانغا رانجا ونشرته جمعية كاما شاسترا باللغة الإنجليزية في عام 1885 تحت إشراف السير ريتشارد فرانسيس بيرتون. بعد وفاته، أحرقت زوجته إيزابيل بيرتون مخطوطة الترجمة والملاحظات.

## روابط خارجية
- نص ترجمة بيرتون لأنانغا رانجا
- ترجمة بيرتون لكتاب أنانغا رانجا بصيغة pdf تتضمّنُ هذه المقالة نصوصًا مأخوذة من هذا المصدر، وهي في الملكية العامة.